# Bernardino de Carmona
Bernardino de Carmona foi um prelado católico romano que serviu como Bispo Titular de Soltania de 1551 a 1553 e Bispo Auxiliar de Santiago de Compostela de 1551 a 1553.

## Biografia
No dia 10 de julho de 1551, Bernardino de Carmona foi escolhido pelo Rei da Espanha e confirmado pelo Papa Júlio III como Bispo Auxiliar de Santiago de Compostela e bispo titular de Soltaniyeh. No dia 5 de fevereiro de 1553 foi consagrado bispo por Juan Suárez Carvajal, bispo de Lugo, com Vasco de Quiroga, bispo de Michoacán, e Tomás de San Martín, bispo de La Plata o Charcas, servindo como co-consagradores.